# Santa Maria della Mercede e Sant'Adriano

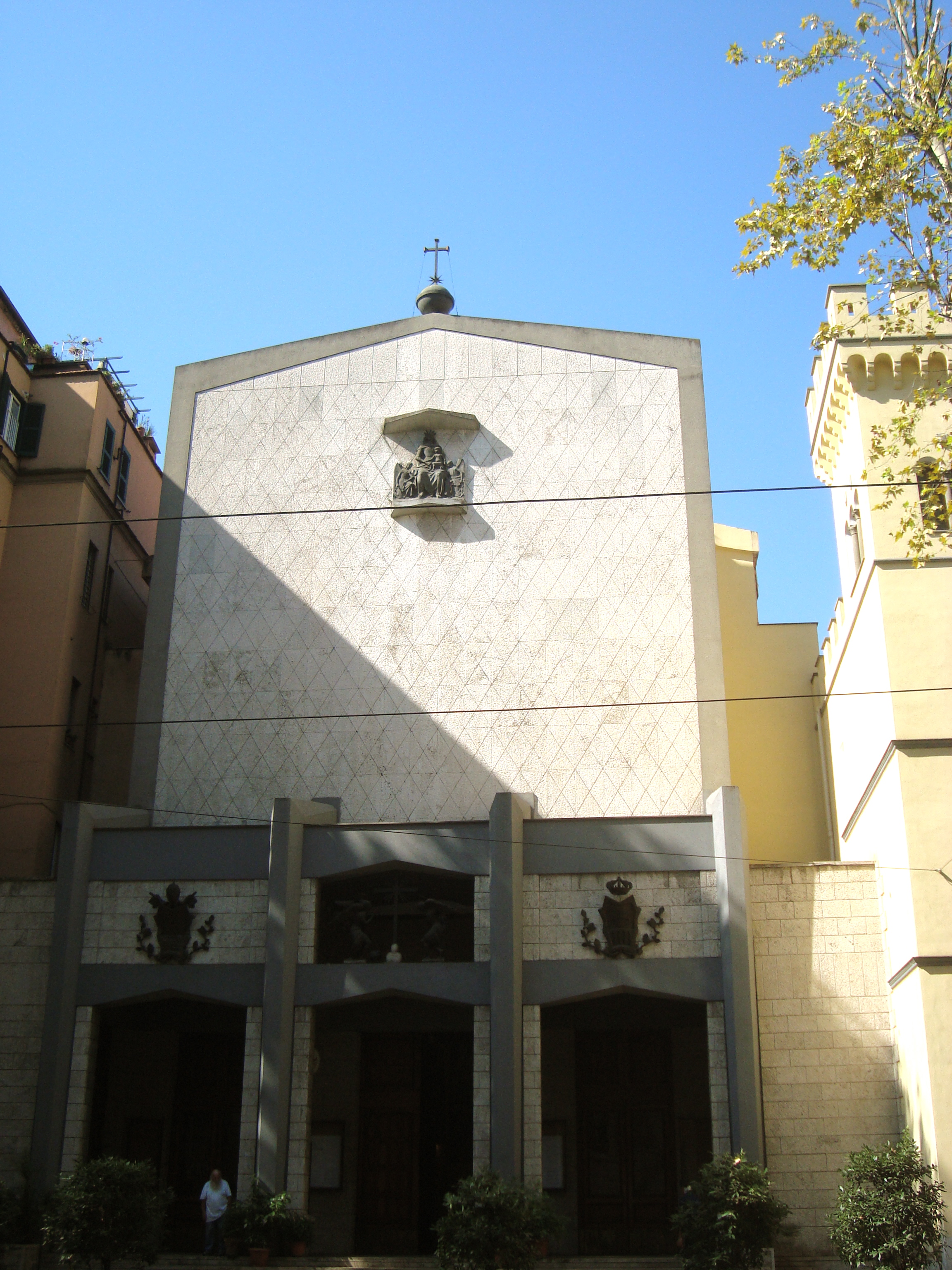
Vista da igreja.

Santa Maria della Mercede e Sant'Adriano é uma igreja titular de Roma localizada na Viale Regina Margheritta, 66, no quartiere Salario. Ela é sede do título cardinalício de Nossa Senhora da Misericórdia e Santo Adriano na Villa Albani, cujo cardeal-diácono protetor é Albert Vanhoye, secretário-emérito da Pontifícia Comissão Bíblica.

## História
A igreja é uma sede paroquial criada pelo papa Pio XI em 2 de fevereiro de 1932 através da constituição apostólica In Salaria huius almae Urbis; originalmente, esta paróquia era sediada na igreja de Santa Maria Addolorata a piazza Buenos Aires, igreja nacional dos argentinos e sede da Ordem de Nossa Senhora das Mercês ("mercedários"). Em 1934, a paróquia se mudou para a igreja conventual de Sante Felicita e Bonosa, anexa ao convento da Ordem dos Filhos da Caridade ("canossianos"). Esta igreja havia sido construída em 1918, depois da mudança, foi rebatizada de Santa Maria Addolorata in Santa Bonosa. Os mercedários continuaram responsáveis pela paróquia. Ali estavam abrigadas as relíquias de Santa Bonosa, vindas da igreja demolida de Santa Bonosa in Trastevere juntamente com os sinos da igreja.
Quando esta igreja se revelou pequena demais, a ordem encomendou a Marco Piloni, em 1958, um novo projeto para substituí-la. Foi somente depois da inauguração da nova igreja que a paróquia assumiu sua estrutura definitiva. Desde 1967, por determinação do papa Paulo VI, ela é também sede do recém-criado título cardinalício de Nossa Senhora da Misericórdia e Santo Adriano na Villa Albani.

## Descrição
Na fachada estão os famosos "anjos de bronze" de Guarino Roscioli. Com uma planta basilical, a igreja conta com três naves e uma abside, na qual está o afresco da "Glorificação de Nossa Senhora com os Santos Mercedários", de Luigi Montanarini. Para esta igreja foram transferidas também algumas obras que antes decoravam a antiga igreja de Sant'Adriano al Foro Romano, que foi demolida durante obras de recuperação do aspecto antigo do Fórum Romano na década de 1930, como a "bacia de água benta em formato de anjos" da escola de Bernini, uma Sagrada Família da escola de Rafael e um "Sagrado Coração" de Carlo Maratta. O motivo é que esta igreja também era servida pelos mercedários e o convento vizinho a ela foi demolido na mesma época.
Na cantoria, localizada na contrafachada, está um órgão de tubos Tamburini opus 598, construído em 1968 com base num projeto de Luigi Ferdinando Tagliavini. O instrumento, que retornou às suas características fônicas originais numa reforma na década de 2010 — em 1999, os tubos do primeiro manual ("positivo expressivo") foram colocados numa cantoria do lado do presbitério por ocasião do acréscimo de um console auxiliar no piso da nave —, tem transmissão mista e dispõe de 56 registros distribuídos entre os teclados e os pedais.